# Parco nazionale di Djebel Chitana-Cap Négro
Il parco nazionale di Djebel Chitana-Cap Négro (in arabo الحديقة الوطنية جبل شيطانة - كاب نيقرو) è un parco nazionale situato sul litorale settentrionale della Tunisia, tra il capo Serrat e la diga di Sidi El Barrak. È costituito dall'area boschiva di Djebel Chitana, situata nel governatorato di Biserta, e da quella di Bellif, situata nel governatorato di Béja.
Si estende su una superficie complessiva di 10.122 ettari che costituiscono una zona di protezione integrale recintata, destinata alla protezione della torbiera di Mejen Ech Chitan, della foresta di Mhibès e della diga di Sidi El Barrak, nonché alla conservazione di specie vegetali e animali endemiche e rare, quali la ninfea comune tra la flora e il cervo berbero tra la fauna.
Il parco è situato nella fascia climatica caratterizzata da clima temperato caldo mediterraneo (Csa).